# V.League 1 (1995)
V.League 1 (1995) – 13. edycja najwyższej piłkarskiej klasy rozgrywkowej w Wietnamie. W rozgrywkach wzięło udział 14 drużyn, grając systemem kołowym. Sezon rozpoczął się 5 marca, a zakończył 7 czerwca 1995 roku. Tytułu nie obroniła drużyna Cảng Sài Gòn. Nowym mistrzem Wietnamu został zespół Công An Thành phố Hồ Chí Minh. Tytuł króla strzelców zdobył Trần Minh Chiến, który w barwach klubu Nam Định FC strzelił 14 bramek.

## Punktacja
- Zwycięstwo – 2 pkt
- Porażka – 0 pkt

W rozgrywkach grupowych, gdy mecz zakończył się remisem, zwycięzcę wyłaniano w konkursie rzutów karnych.

## Przebieg rozgrywek

### Grupa A
|   | Klub                          | M  | Z | P | Br+ | Br- | Br+/- | Pkt | Uwagi         |
| 1 | Khatoco Khánh Hoà             | 12 | 8 | 4 | 13  | 12  | +1    | 16  | Faza play-off |
| 2 | Công An Thành phố Hồ Chí Minh | 12 | 8 | 4 | 23  | 14  | +9    | 16  | Faza play-off |
| 3 | Đồng Tháp FC                  | 12 | 7 | 5 | 15  | 9   | +6    | 14  | Faza play-off |
| 4 | Sông Lam Nghệ An              | 12 | 6 | 6 | 18  | 17  | +1    | 12  | Faza play-off |
| 5 | Câu Lạc Bộ Quân Đội           | 12 | 5 | 7 | 11  | 15  | –4    | 10  |               |
| 6 | Sông Bé FC                    | 12 | 4 | 8 | 11  | 15  | –4    | 8   |               |
| 7 | Bình Định FC                  | 12 | 4 | 8 | 11  | 20  | –9    | 8   |               |

### Grupa B
|   | Klub              | M  | Z | P | Br+ | Br- | Br+/- | Pkt | Uwagi         |
| 1 | An Giang FC       | 12 | 9 | 3 | 22  | 13  | +9    | 18  | Faza play-off |
| 2 | Cảng Sài Gòn      | 12 | 8 | 4 | 13  | 8   | +5    | 14  | Faza play-off |
| 3 | Lâm Đồng FC       | 12 | 7 | 5 | 15  | 12  | +3    | 14  | Faza play-off |
| 4 | Thừa Thiên Huế    | 12 | 6 | 6 | 12  | 12  | 0     | 12  | Faza play-off |
| 5 | Hải Quan FC       | 12 | 5 | 7 | 12  | 19  | –7    | 10  |               |
| 6 | Long An FC        | 12 | 4 | 8 | 8   | 14  | –6    | 8   |               |
| 7 | Quảng Nam Đà Nẵng | 12 | 3 | 9 | 12  | 16  | –4    | 6   |               |

### Play-off
Źródła nie podają, jak przebiegała faza play-off. Znany jest tylko wynik finałowego meczu o mistrzostwo.
Finał
- Công An Thành phố Hồ Chí Minh – Thừa Thiên Huế 3 – 1

Mistrzem Wietnamu został zespół Công An Thành phố Hồ Chí Minh.